# Kostel svatého Michaela archanděla (Brložec)
Římskokatolický kostel svatého Michaela archanděla v Brložci stojí nedaleko návsi při silnici do Štědré. K bohoslužbám je využíván jen příležitostně. Je chráněn jako kulturní památka České republiky.

## Historie
Kostel byl postaven v první polovině čtrnáctého století v gotickém slohu a později prošel řadou přestaveb. Během husitských válek a následně také za třicetileté války byl pobořen, v letech 1651 až 1653 byla provedena jeho rozsáhlá rekonstrukce a k dalším stavebním úpravám došlo v letech 1814 až 1815, roku 1841, po požáru v roce 1863 a ve 30. letech 20. století. Od roku 2006 prochází postupnou rekonstrukcí a 30. července 2010 byla na věž umístěna opravená střecha. Zdejší farnost zanikla v roce 2005 sloučením s toužimskou farností.

## Stavební podoba
Jednolodní kostel má trojboce uzavřený presbytář a věž čtvercového půdorysu z roku 1653 v západním průčelí.